# NGC 5458
NGC 5458 este o regiune h ii situată în constelația Ursa Mare. A fost descoperită în 27 aprilie 1851 de către William Parsons, 3rd Earl of Rosse⁠(d).